# Benjamin Pajak
Benjamin Pajak (* 24. März 2011 in Westfield, New Jersey) ist ein US-amerikanischer Kinder- und Musicaldarsteller.

## Leben und Karriere
Benjamin Pajak wurde 2011 in Westfield, New Jersey geboren. Bereits mit sechs Jahren sah er eine Vorstellung des Musicals Das Phantom der Oper am Broadway und wollte fortan selbst ein Theaterdarsteller werden. Nach ersten regionalen Produktionen, in denen er in Stücken wie Peter Pan, Winnie-the-Pooh, Aristocats oder You’re a Good Man, Charlie Brown zu sehen war, wurde er Anfang 2020 in der Hauptrolle des Winthrop Paroo im Broadway-Musical The Music Man besetzt, nachdem ihm seine Mutter zu einem Vorsprechen überredet hatte.
Die Veröffentlichung von The Music Man im Winter Garden Theatre, wo Pajak an der Seite von Hugh Jackman und Sutton Foster zu sehen war und live das Kornett spielte, verzögerte sich im Zuge der COVID-19-Pandemie allerdings um zwei Jahre. Das Music erhielt schließlich nur gemischte Kritiken, doch insbesondere Pajak wurde vielerorts lobend hervorgehoben. Im Folgejahr verkörperte er die Titelfigur Oliver Twist im gleichnamigen Musical Oliver! am New York City Center, wo Pajak abermals für seine schauspielerische Darbietung gepriesen wurde. Daneben war er 2023 auch in Aufführungen des Musicals Ragtime am Music Circus in Sacramento zu sehen.
Sein Spielfilmdebüt gab Pajak mit 12 Jahren, als er für Mike Flanagans Tragikomödie The Life of Chuck gecastet wurde, eine Adaption der gleichnamigen Kurzgeschichte von Stephen King. Dort spielte er an der Seite von Mark Hamill und Mia Sara eine jüngere Version der von Tom Hiddleston verkörperten Titelfigur Charles „Chuck“ Krantz und wurde dabei nicht selten als heimlicher Star des Films bezeichnet. Für die Dreharbeiten lernte Pajak in einem dreiwöchigen Crashkurs das Tanzen, obwohl er erste Tanzerfahrungen bereits zuvor am Theater sammeln konnte. Zu seinen angekündigten Filmprojekten zählen die Komödien Playdate und Tiny Fugitives.
Pajak lebt mit seiner Familie in New York City. Er ist ein Fan der Tampa Bay Buccaneers.

## Theatrografie
- 2022: The Music Man (Winter Garden Theatre)
- 2023: Oliver! (Maltz Jupiter Theatre & New York City Center)
- 2023: Golden Rainbow (Theater at St. Jean)
- 2023: Ragtime (Music Circus)

## Filmografie
- 2022: Where It’s Beautiful When It Rains (Kurzfilm)
- 2024: The Life of Chuck